# Alive!
Az Alive! az amerikai Kiss első koncertalbuma, amely 1975. szeptember 20-án jelent meg, a Casablanca gondozásában, dupla lemezen. A lemezen található dalok a zenekar első három stúdióalbumán találhatóak, a Kiss, Hotter Than Hell és Dressed to Kill nevű albumokon. A lemez a #9. helyezésig jutott a listákon, ahol 110 hétig volt fenn. 2020-ban a Minden idők 500 legjobb albuma listán 305. helyen szerepelt.

## Az album dalai
| #   | Cím                     | Hossz |
| --- | ----------------------- | ----- |
| 1.  | Deuce                   | 3:32  |
| 2.  | Strutter                | 3:12  |
| 3.  | Go to Choose            | 3:35  |
| 4.  | Hotter Than Hell        | 3:35  |
| 5.  | Firehouse               | 3:42  |
| 6.  | Nothin' To Lose         | 3:23  |
| 7.  | C'mon and Love Me       | 2:52  |
| 8.  | Parasite                | 3:21  |
| 9.  | She                     | 6:42  |
| 10. | Watchin You             | 3:51  |
| 11. | 100,000 Years           | 12:10 |
| 12. | Black Diamond           | 5:50  |
| 13. | Rock Bottom             | 4:59  |
| 14. | Cold Gin                | 5:43  |
| 15. | Rock and Roll All Nite  | 4:23  |
| 16. | Let Me Go Rock and Roll | 5:45  |

## Közreműködők
- Paul Stanley – ritmusgitár, ének
- Gene Simmons – basszusgitár, ének
- Ace Frehley – szólógitár
- Peter Criss – dob, ének

## Fordítás
Ez a szócikk részben vagy egészben  az   Alive! (Kiss album) című angol Wikipédia-szócikk fordításán alapul.  Az eredeti cikk szerkesztőit annak laptörténete sorolja fel. Ez a jelzés csupán a megfogalmazás eredetét és a szerzői jogokat jelzi, nem szolgál a cikkben szereplő információk forrásmegjelöléseként.